# Gelasma stuhlmanni
Gelasma stuhlmanni là một loài bướm đêm trong họ Geometridae.